# Алмейрин (город, Португалия)
Алмейрин (порт.  Almeirim; [aɫmɐi'ɾĩ]) — город в Португалии, центр одноимённого муниципалитета в составе округа Сантарен. Численность населения — 11,6 тыс. жителей (город), 22,8 тыс. жителей (муниципалитет). Город входит в экономико-статистический регион Алентежу и субрегион Лезирия-ду-Тежу. По старому административному делению входил в провинцию Рибатежу.

## Расположение
Город расположен на 6 км юго-западнее города Сантарен.
Муниципалитет граничит:
- на севере — муниципалитет Алпиарса
- на северо-востоке — муниципалитет Шамушка
- на востоке — муниципалитет Шамушка
- на юге — муниципалитеты Коруше, Салватерра-де-Магуш
- на западе — муниципалитет Карташу
- на северо-западе — муниципалитет Сантарен

## Население
| Год  | Численность | Численность |
| ---- | ----------- | ----------- |
| 1801 | 1318        |             |
| 1849 | 4602        |             |
| 1900 | 13 688      |             |
| 1930 | 12 808      |             |
| 1960 | 18 011      |             |
| 1981 | 21 154      |             |
| 1991 | 21 380      |             |
| 2001 | 21 957      |             |
| 2004 | 22 617      |             |
| 2011 | 23 376      | [ 1 ] [ 2 ] |

## История
Город основан в 1483 году.

## Районы
В муниципалитет входят следующие районы:
- Алмейрин
- Бенфика-ду-Рибатежу
- Фазендаш-де-Алмейрин
- Рапоза